# Mastigusa macrophthalma
Mastigusa macrophthalma là một loài nhện trong họ Dictynidae.
Loài này thuộc chi Mastigusa. Mastigusa macrophthalma được Wladislaus Kulczynski miêu tả năm 1897.